# یواس‌اس اربن (دی‌دی-۶۳۱)
یواس‌اس اربن (دی‌دی-۶۳۱) (به انگلیسی: USS Erben (DD-631)) یک کشتی بود که طول آن ۱۱۴٫۷ متر (۳۷۶ فوت) بود. این کشتی در سال ۱۹۴۳ ساخته شد.